# Assassinat de Bachir Gemayel
 (janvier 2024).
La mise en forme du texte ne suit pas les recommandations de Wikipédia : il faut le « wikifier ».
Les points d'amélioration suivants sont les cas les plus fréquents :
- Les titres sont pré-formatés par le logiciel. Ils ne sont ni en capitales, ni en gras.
- Le texte ne doit pas être écrit en capitales (les noms de famille non plus), ni en gras, ni en italique, ni en « petit »…
- Le gras n'est utilisé que pour surligner le titre de l'article dans l'introduction, une seule fois.
- L'italique est rarement utilisé : mots en langue étrangère, titres d'œuvres, noms de bateaux, etc.
- Les citations ne sont pas en italique mais en corps de texte normal. Elles sont entourées par des guillemets français : « et ».
- Les listes à puces sont à éviter, des paragraphes rédigés étant largement préférés. Les tableaux sont à réserver à la présentation de données structurées (résultats, etc.).
- Les appels de note de bas de page (petits chiffres en exposant, introduits par l'outil «  Source ») sont à placer entre la fin de phrase et le point final[comme ça].
- Les liens internes (vers d'autres articles de Wikipédia) sont à choisir avec parcimonie. Créez des liens vers des articles approfondissant le sujet. Les termes génériques sans rapport avec le sujet sont à éviter, ainsi que les répétitions de liens vers un même terme.
- Les liens externes sont à placer uniquement dans une section « Liens externes », à la fin de l'article. Ces liens sont à choisir avec parcimonie suivant les règles définies. Si un lien sert de source à l'article, son insertion dans le texte est à faire par les notes de bas de page.
- La présentation des références doit suivre les conventions bibliographiques. Il est recommandé d'utiliser les modèles {{Ouvrage}}, {{Chapitre}}, {{Article}}, {{Lien web}} et/ou {{Bibliographie}}. Le mode d'édition visuel peut mettre en forme automatiquement les références.
- Insérer une infobox (cadre d'informations à droite) n'est pas obligatoire pour parachever la mise en page.

Pour une aide détaillée, merci de consulter Aide:Wikification.
Si vous pensez que ces points ont été résolus, vous pouvez retirer ce bandeau et améliorer la mise en forme d'un autre article.
L'assassinat de Bachir Gemayel a lieu le 14 septembre 1982 pendant l'invasion israélienne du Liban. Une bombe explose lors d'une réunion du parti au siège du parti des Phalanges libanaises à Achrafieh, Beyrouth, tuant le président élu libanais Bachir Gemayel et 23 autres affiliés du parti
L'attaque est menée par Habib Chartouni, Libanais maronite membre du Parti social nationaliste syrien (PSNS), et aurait été planifiée par Nabil al-Alam, tous deux auraient agi sur instructions du gouvernement syrien du président Hafez el-Assad. Le lendemain, Israël décide d'occuper la ville, permettant aux membres phalangistes sous le commandement d'Elie Hobeika d'entrer dans le camp de réfugiés situé au centre de Sabra et de Chatila. Un massacre s'ensuit, au cours duquel les phalangistes tuent entre 762 et 3 500 (le nombre est contesté) civils, pour la plupart des Palestiniens et des chiites libanais, provoquant un grand tollé international.

## Arrière-plan
Habib Tanious Chartouni, chrétien maronite, est né dans un petit village appelé Chartoun (arabe : شرتون) à Aley, au Mont-Liban. Au début des années 1970, quelques années seulement avant le déclenchement de la guerre civile, il fut inspiré et s'affilia au Parti social nationaliste syrien (PSNS). Lorsque la guerre civile libanaise a éclaté, il s'est porté volontaire pour servir dans l'une des stations du PSNS à Aley. Chartouni a fui vers la France où il a fréquenté une université à Paris et a obtenu un diplôme en commerce jusqu'à la fin de l'été 1977, au cours duquel il a officiellement rejoint le PSNS lors de sa première visite au Liban et en est devenu un membre actif depuis. À son retour en France, il a pris tous les contacts nécessaires concernant les délégués du parti à Paris et a commencé à assister à certaines de leurs réunions secrètes, au cours desquelles il a rencontré Nabil Alam, alors chef de l'intérieur du parti. Alam a fait une impression significative sur Chartouni, ce qui a ouvert la voie à l'assassinat de Bachir.
Israël a envahi le Liban en 1982. Le ministre israélien de la Défense, Ariel Sharon , a rencontré Gemayel quelques mois plus tôt, lui disant que les Forces de défense israéliennes (FDI) prévoyaient une invasion pour éradiquer la menace de l'OLP contre Israël et les expulser du Liban. Même si Gemayel n'a pas contrôlé les actions d'Israël au Liban, le soutien qu'Israël a apporté aux Forces libanaises, militairement et politiquement, a provoqué la colère de nombreux libanais de gauche. Gemayel avait prévu d’utiliser l’armée israélienne pour repousser l’armée syrienne hors du Liban, puis d’utiliser ses relations avec les Américains pour faire pression sur les Israéliens afin qu’ils se retirent du territoire libanais. Le 23 août 1982, étant le seul à déclarer sa candidature, Gemayel a été élu président lors d'une élection boycottée par les députés musulmans, les civils musulmans et les chrétiens pro-syrien, alors qu'il l'emportait sur le Mouvement national. Israël s'était appuyé sur Gemayel et ses forces comme contrepoids à l' OLP et, par conséquent, les liens entre Israël et les Forces libanaises s'étaient renforcés,,.

## Assassinat
Le 14 septembre 1982, Bachir Gemayel s'adressait pour la dernière fois à ses camarades phalangistes à leur quartier général d'Achrafieh en tant que chef et pour la dernière fois en tant que commandant des Forces libanaises. À 16h10, un équivalent de 180 kilogrammes de TNT a explosé, tuant Gemayel et 23 autres hommes politiques des Phalanges. Les premiers témoignages indiquaient que Gemayel avait quitté les lieux à pied ou en ambulance (portant le numéro 90). Pendant plusieurs heures après l'explosion, on a cru que Gemayel avait survécu à l'explosion. Certains ont rapporté qu'il suivait actuellement un traitement pour des contusions aux jambes à l'hôpital Hôtel-Dieu voisin. En réaction à cela, les cloches de l'église ont sonné pour célébrer sa survie. Il a finalement été identifié cinq heures et demie après l'explosion par un agent du Mossad dans une église proche du lieu de l'explosion où les morts étaient rassemblés. Le visage sur le corps était méconnaissable, il a été identifié grâce à l'alliance en or blanc qu'il portait et aux deux lettres qu'il transportait adressées à Bachir Gemayel. Il a été conclu qu'il avait été l'une des premières personnes déplacées vers l'église après l'explosion. Les rumeurs persistaient selon lesquelles Gemayel avait survécu, jusqu'à ce qu'il soit confirmé le lendemain matin par le Premier ministre libanais Shafik Wazzan qu'il avait effectivement été tué dans l'attaque.